# Vierzon
Ne doit pas être confondu avec Verizon.
Vierzon est une commune française située dans le département du Cher en région Centre-Val de Loire.
Sa position de carrefour tant ferroviaire que routier en fait un nœud de communication, ainsi qu'une ville de passage. Le train et la route mettent la commune respectivement à 1 h 35 min et à 2 h de Paris. C'est cette position, à la porte sud de la Sologne historique, couplée à un prix de l'immobilier relativement bas, qui a permis la reconversion — toujours en cours — de la ville. Si Vierzon reste une cité industrielle importante, les activités tertiaires s'y sont développées depuis le début du XXIe siècle.

## Géographie

### Localisation
Ville d'eau, à la croisée de cinq rivières dont l'Yèvre et le Cher, traversée par le canal de Berry, entourée d'une forêt domaniale de 3 000 hectares, Vierzon est située à la frontière entre la Sologne et le Berry.

### Hydrographie
Le territoire communal est arrosé par les rivières Yèvre, Cher, Barangeon et Arnon. Le confluent de l'Yèvre et du Cher est sur le territoire de la commune tout comme celui du Barangeon et de l'Yèvre. Elle est également traversée par le canal de Berry.

### Climat
Pour des articles plus généraux, voir Climat du Centre-Val de Loire et Climat du Cher.
En 2010, le climat de la commune est de type climat océanique dégradé des plaines du Centre et du Nord, selon une étude du CNRS s'appuyant sur une série de données couvrant la période 1971-2000. En 2020, Météo-France publie une typologie des climats de la France métropolitaine dans laquelle la commune est exposée à un climat océanique altéré et est dans la région climatique  Centre et contreforts nord du Massif Central, caractérisée par un air sec en été et un bon ensoleillement.
Pour la période 1971-2000, la température annuelle moyenne est de 11,6 °C, avec une amplitude thermique annuelle de 15,4 °C. Le cumul annuel moyen de précipitations est de 793 mm, avec 11,5 jours de précipitations en janvier et 7,3 jours en juillet. Pour la période 1991-2020, la température moyenne annuelle observée sur la station météorologique installée sur la commune est de 12,2 °C et le cumul annuel moyen de précipitations est de 745,6 mm,. Pour l'avenir, les paramètres climatiques de la commune estimés pour 2050 selon différents scénarios d'émission de gaz à effet de serre sont consultables sur un site dédié publié par Météo-France en novembre 2022.
| Mois                                  | jan.             | fév.           | mars           | avril         | mai             | juin           | jui.          | août           | sep.           | oct.            | nov.           | déc.            | année      |
| ------------------------------------- | ---------------- | -------------- | -------------- | ------------- | --------------- | -------------- | ------------- | -------------- | -------------- | --------------- | -------------- | --------------- | ---------- |
| Température minimale moyenne (°C)     | 1,2              | 0,8            | 2,9            | 4,9           | 8,7             | 12             | 13,7          | 13,4           | 10,1           | 7,7             | 3,9            | 1,6             | 6,7        |
| Température moyenne (°C)              | 4,5              | 5,1            | 8,5            | 11,3          | 15,2            | 18,7           | 20,8          | 20,6           | 16,7           | 12,7            | 7,7            | 4,8             | 12,2       |
| Température maximale moyenne (°C)     | 7,7              | 9,5            | 14,1           | 17,7          | 21,6            | 25,4           | 27,9          | 27,8           | 23,3           | 17,7            | 11,5           | 8               | 17,7       |
| Record de froid (°C) date du record   | −19,5 17.01.1985 | −15 10.02.1986 | −11,7 01.03.05 | −6 04.04.22   | −2,4 07.05.1979 | 1,5 05.06.1991 | 4 04.07.1984  | 1,3 09.08.1967 | 0,3 11.09.1972 | −5,4 30.10.1997 | −12 23.11.1993 | −14 30.12.1985  | −19,5 1985 |
| Record de chaleur (°C) date du record | 17,7 13.01.1998  | 24,5 27.02.19  | 27,1 30.03.17  | 31,4 21.04.18 | 35,4 28.05.17   | 42,3 29.06.19  | 44,4 25.07.19 | 42,4 06.08.03  | 37 13.09.16    | 32,8 02.10.23   | 22,9 07.11.15  | 19,4 16.12.1989 | 44,4 2019  |
| Précipitations (mm)                   | 61,6             | 49,5           | 50,3           | 66,5          | 76,4            | 51,8           | 62,6          | 57,3           | 61,8           | 71              | 67,1           | 69,7            | 745,6      |

### Transports et déplacements
Le nœud ferroviaire et autoroutier que représente Vierzon est un atout, la ville étant à moins de deux heures de transport de Paris.
Vierzon est desservie par trois autoroutes : A20, A71 et A85. La ville compte quatre accès autoroutiers.
La radiale ferroviaire Paris-Orléans-Limoges-Toulouse (ligne des Aubrais - Orléans à Montauban-Ville-Bourbon) croise la transversale Nantes-Tours-Lyon dans la commune de Vierzon ce qui fait de cette dernière un carrefour ferroviaire.
La commune est desservie par deux gares :
- la gare de Vierzon-Ville ;
- la gare de Vierzon-Forges.

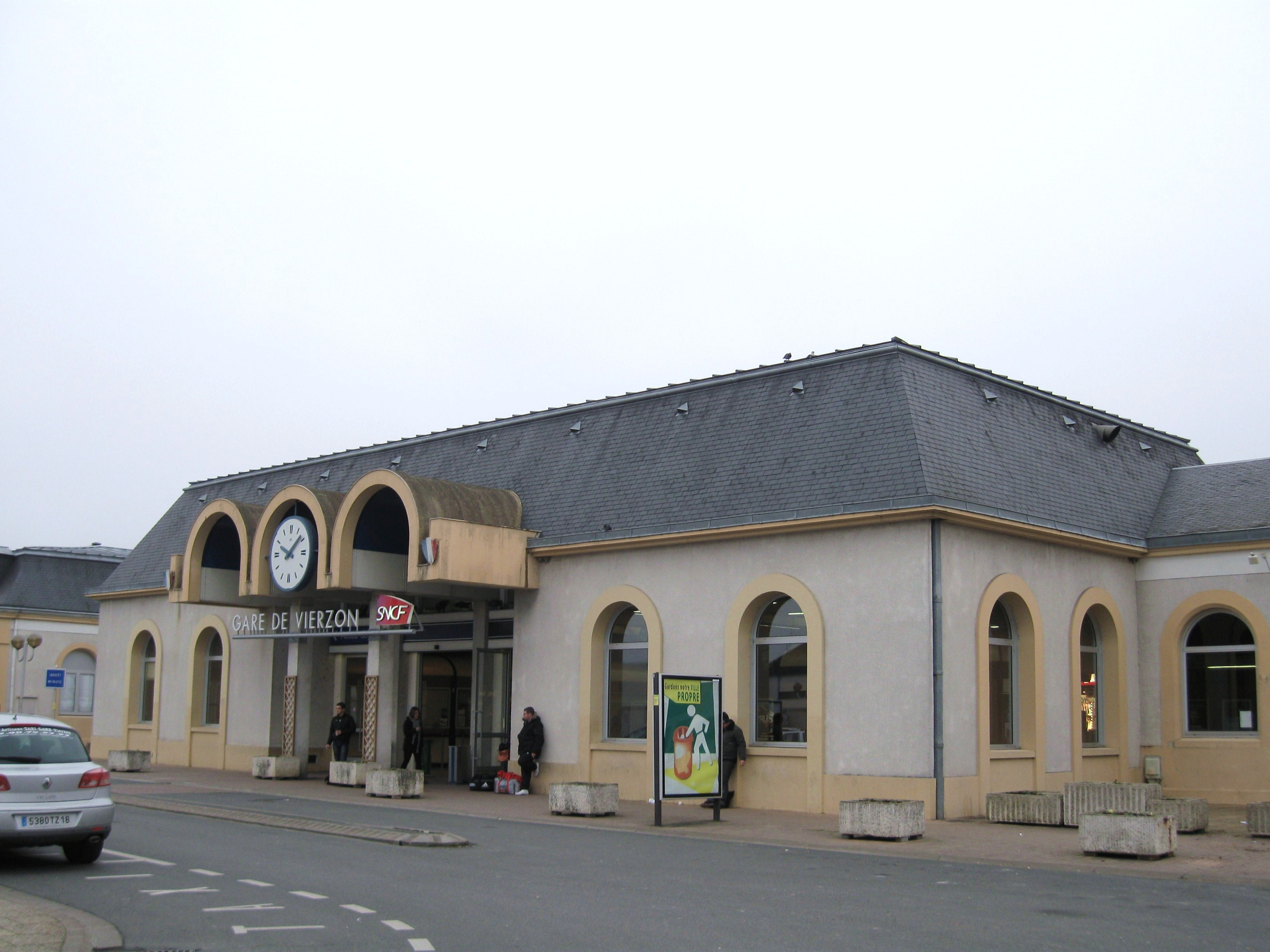
La gare de Vierzon-Ville.
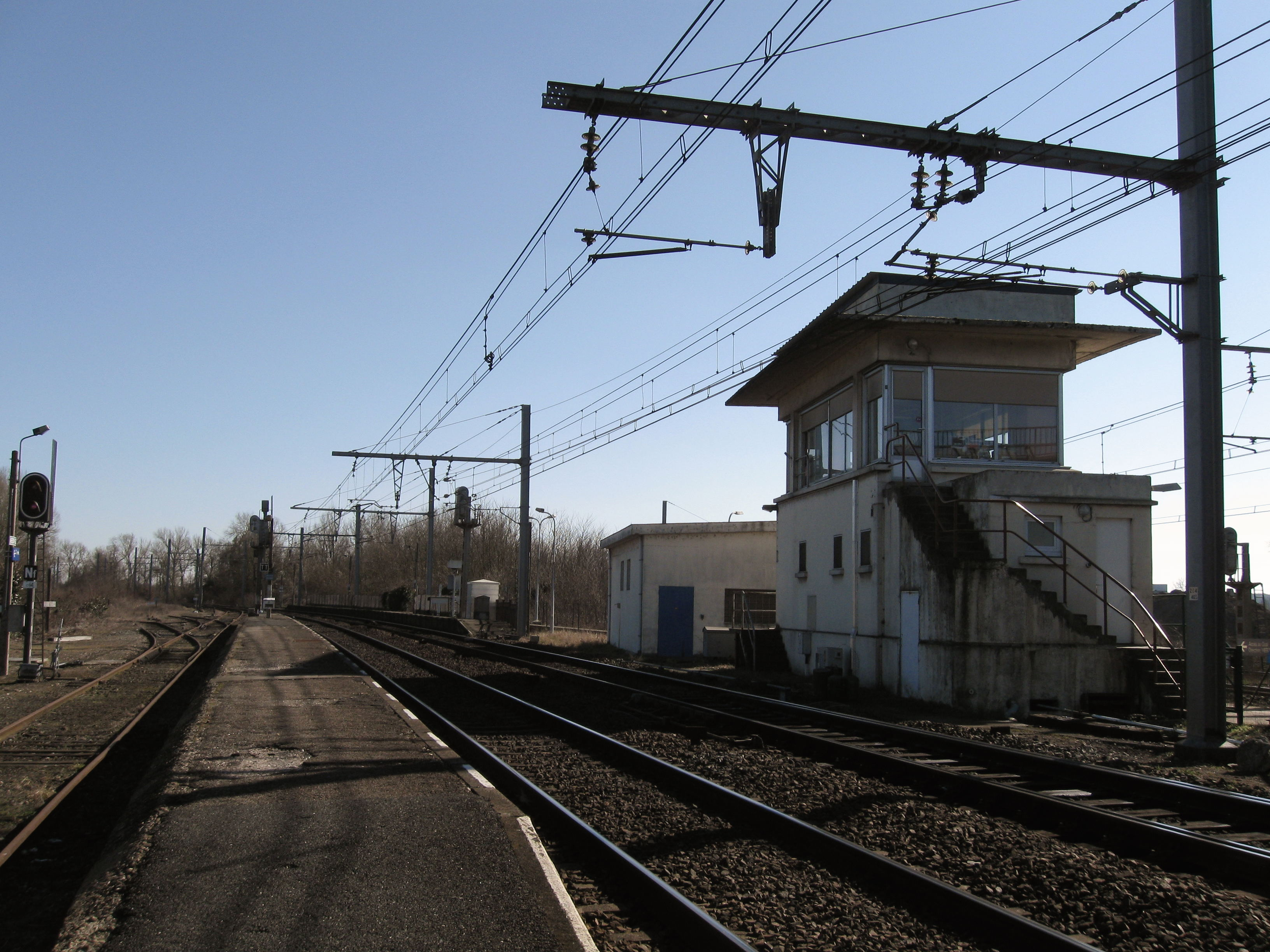
La gare de Vierzon-Forges.

Vierzon dispose également d'un réseau urbain dénommé Le Vib'. Il est composé de six lignes circulant de 6 h 20 à 19 h 30 du lundi au samedi, ainsi que d'un service de transports à la demande Créavib'.
La ville de Vierzon est également desservie par trois lignes du réseau départemental d'autocars Lignes 18 et par la ligne U du Réseau de mobilité interurbaine de la Région Centre-Val de Loire.

## Urbanisme

### Typologie
Au 1er janvier 2024, Vierzon est catégorisée centre urbain intermédiaire, selon la nouvelle grille communale de densité à 7 niveaux définie par l'Insee en 2022.
Elle appartient à l'unité urbaine de Vierzon, une agglomération intra-départementale dont elle est ville-centre,. Par ailleurs la commune fait partie de l'aire d'attraction de Vierzon, dont elle est la commune-centre,. Cette aire, qui regroupe 20 communes, est catégorisée dans les aires de moins de 50 000 habitants,.

### Occupation des sols
L'occupation des sols de la commune, telle qu'elle ressort de la base de données européenne d’occupation biophysique des sols Corine Land Cover (CLC), est marquée par l'importance des forêts et milieux semi-naturels (38,4 % en 2018), en augmentation par rapport à 1990 (35,9 %). La répartition détaillée en 2018 est la suivante : 
forêts (37,3 %), prairies (18,2 %), zones urbanisées (17,2 %), terres arables (9 %), zones agricoles hétérogènes (8,3 %), zones industrielles ou commerciales et réseaux de communication (4,7 %), espaces verts artificialisés, non agricoles (3,4 %), milieux à végétation arbustive et/ou herbacée (1,1 %), eaux continentales (0,8 %).
L'évolution de l’occupation des sols de la commune et de ses infrastructures peut être observée sur les différentes représentations cartographiques du territoire : la carte de Cassini (XVIIIe siècle), la carte d'état-major (1820-1866) et les cartes ou photos aériennes de l'IGN pour la période actuelle (1950 à aujourd'hui).

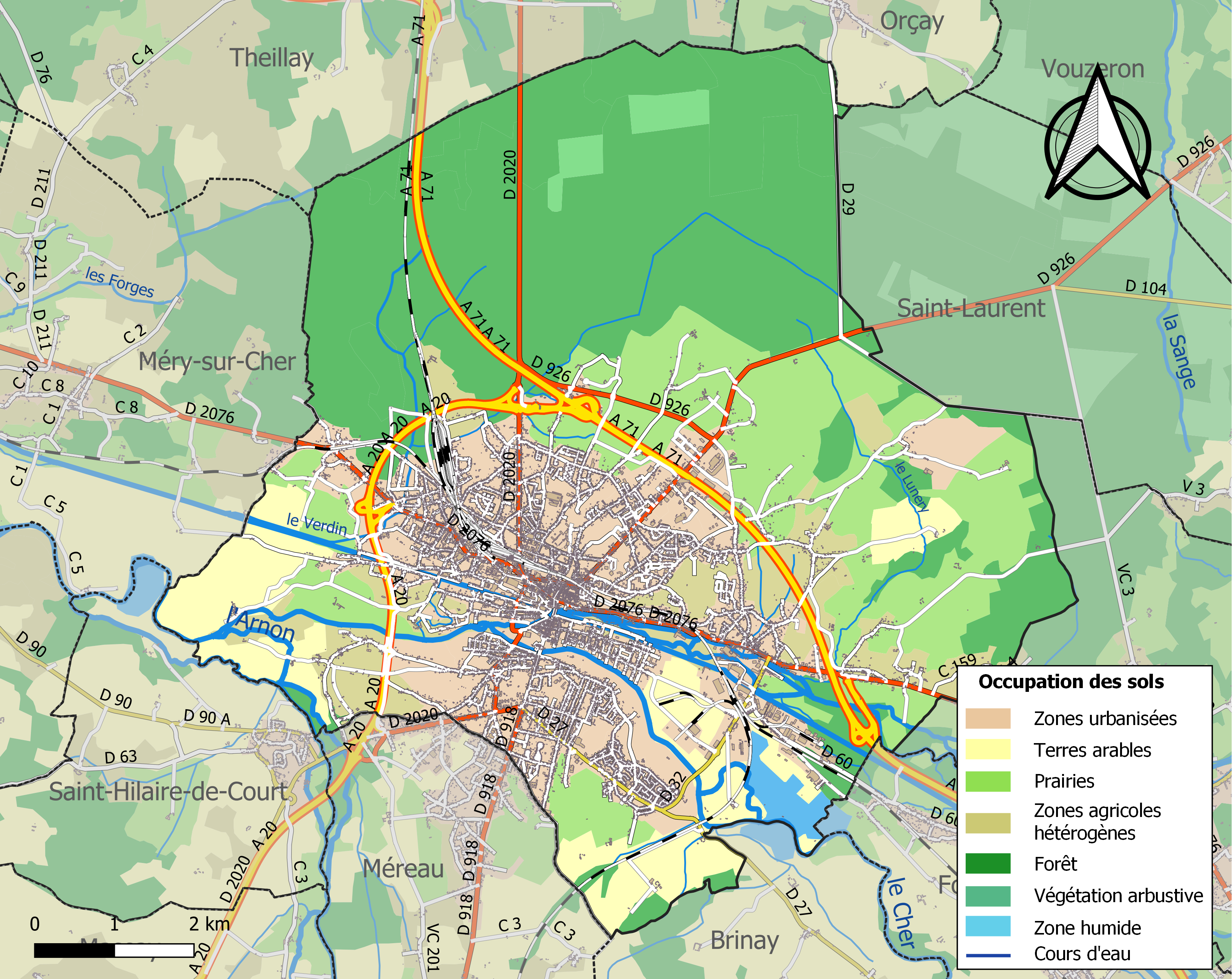
Carte des infrastructures et de l'occupation des sols de la commune en 2018 (CLC).

### Risques majeurs
Le territoire de la commune de Vierzon est vulnérable à différents aléas naturels : météorologiques (tempête, orage, neige, grand froid, canicule ou sécheresse), inondations, feux de forêts, mouvements de terrains et séisme (sismicité faible). Il est également exposé à trois risques technologiques, le transport de matières dangereuses et  le risque industriel et la rupture d'un barrage. Un site publié par le BRGM permet d'évaluer simplement et rapidement les risques d'un bien localisé soit par son adresse soit par le numéro de sa parcelle.

#### Risques naturels
Certaines parties du territoire communal sont susceptibles d’être affectées par le risque d’inondation par débordement de cours d'eau, notamment l'Arnon, le Cher, l'Yèvre, le canal de Berry et le Barangeon. La commune a été reconnue en état de catastrophe naturelle au titre des dommages causés par les inondations et coulées de boue survenues en 1982, 1985, 1988, 1994, 1997, 1999, 2001 et 2016,.
Le département du Cher est moins exposé au risque de feux de forêts que le pourtour méditerranéen ou le golfe de Gascogne. Néanmoins la forêt occupe près du quart du département et certaines communes sont très vulnérables, notamment les communes de Sologne dont fait partie Vierzon. Il est ainsi défendu aux propriétaires de la commune et à leurs ayants droit de porter ou d’allumer du feu dans l'intérieur et à une distance de 200 mètres des bois, forêts, plantations, reboisements ainsi que des landes. L’écobuage est également interdit, ainsi que les feux de type méchouis et barbecues, à l’exception de ceux prévus dans des installations fixes (non situées sous couvert d'arbres) constituant une dépendance d'habitation.

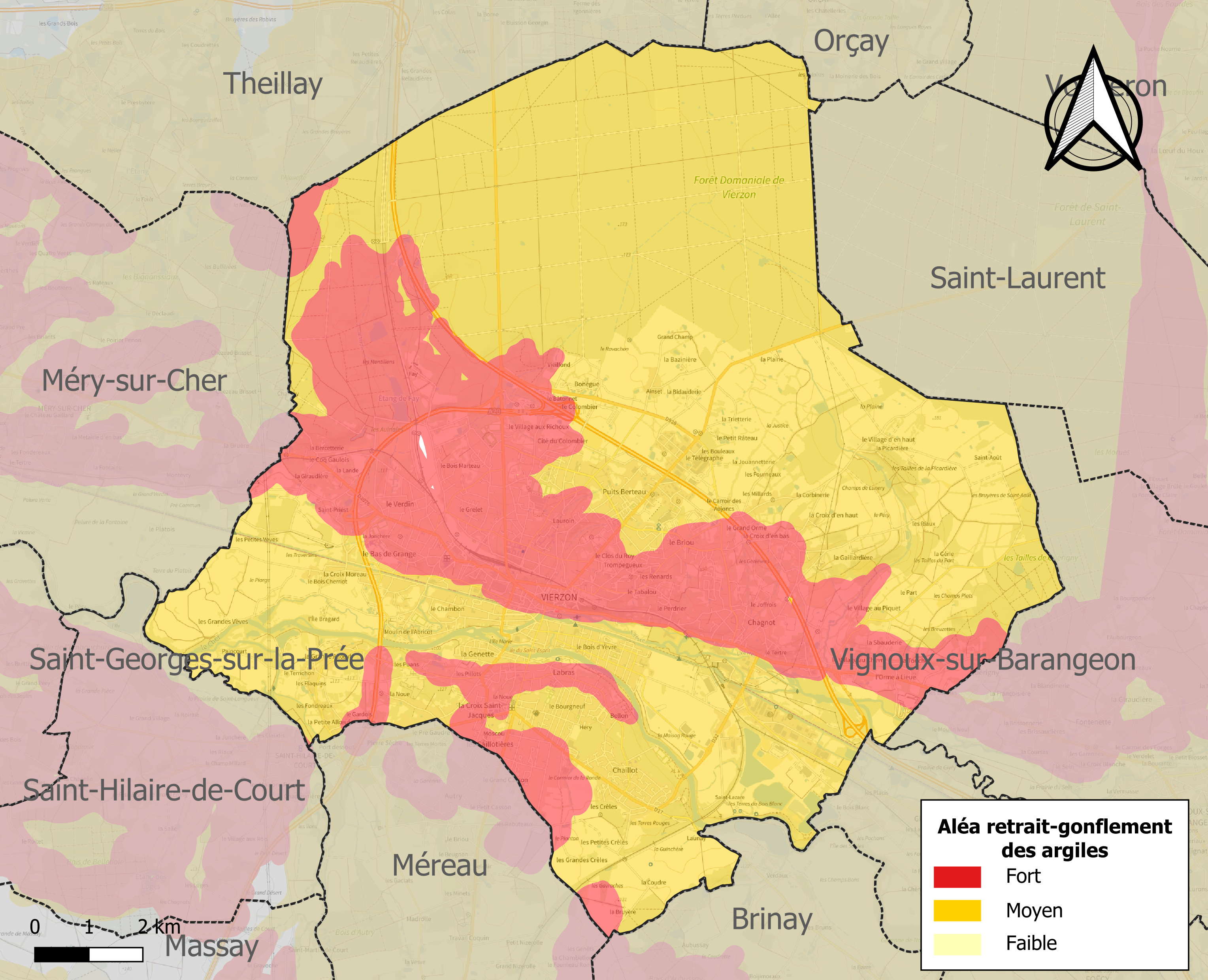
Carte des zones d'aléa retrait-gonflement des sols argileux de Vierzon.

La commune est vulnérable au risque de mouvements de terrains constitué principalement du retrait-gonflement des sols argileux. Cet aléa est susceptible d'engendrer des dommages importants aux bâtiments en cas d’alternance de périodes de sécheresse et de pluie. La totalité de la commune est en aléa moyen ou fort (90 % au niveau départemental et 48,5 % au niveau national). Sur les 10 004 bâtiments dénombrés sur la commune en 2019, 10004 sont en aléa moyen ou fort, soit 100 %, à comparer aux 83 % au niveau départemental et 54 % au niveau national. Une cartographie de l'exposition du territoire national au retrait gonflement des sols argileux est disponible sur le site du BRGM,.
Concernant les mouvements de terrains, la commune a été reconnue en état de catastrophe naturelle au titre des dommages causés par la sécheresse en 1989, 1991, 1992, 1997, 2006, 2011, 2018 et 2019 et par des mouvements de terrain en 1999.

#### Risques technologiques
La commune est exposée au risque industriel du fait de la présence sur son territoire d'une entreprise soumise à la directive européenne SEVESO.
Le risque de transport de matières dangereuses sur la commune est lié à sa traversée par des infrastructures routières ou ferroviaires importantes ou la présence d'une canalisation de transport d'hydrocarbures. Un accident se produisant sur de telles infrastructures est en effet susceptible d’avoir des effets graves au bâti ou aux personnes jusqu’à 350 m, selon la nature du matériau transporté. Des dispositions d’urbanisme peuvent être préconisées en conséquence.
Une partie du territoire de la commune est en outre située en aval d'une digue[Laquelle ?]. À ce titre elle est susceptible d’être touchée par l’onde de submersion consécutive à la rupture de cet ouvrage.

## Toponymie
Le nom de la localité est attesté comme Virsionis oppidum en 843.
D'un anthroponyme celte « Avara », eau qui coule.

## Histoire

### Préhistoire et Antiquité
Ancienne station préhistorique à Bellon (quartier situé au sud du Cher), avec atelier de taille du silex, Vierzon est probablement une des vingt villes détruites par Vercingétorix lors du siège d'Avaricum par César. Après la conquête, elle est probablement un oppidum gallo-romain, point de défense à l'entrée ouest du Berry, établi sur une butte (cette fois sur l'autre rive du Cher), exposé au midi, surveillant le confluent de l'Yèvre et du Cher et protégé par la forêt et la Sologne au nord.

### Moyen Âge
Un château y est bâti à l'époque mérovingienne.

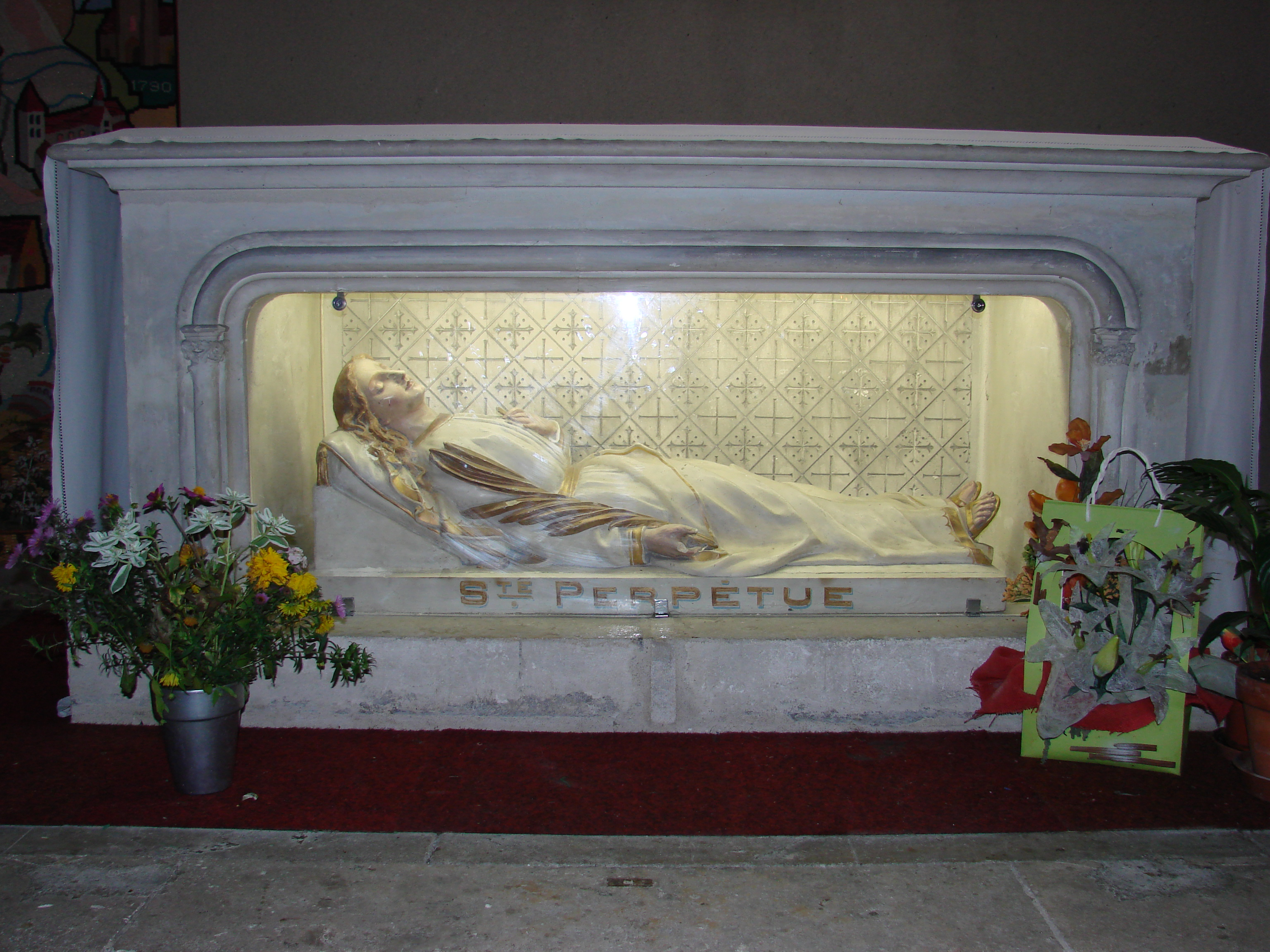
Châsse de sainte Perpétue dans l'église Notre-Dame de Vierzon.

En 903 est bâtie l'abbaye Saint-Pierre par les moines bénédictins, sur le lieu de l'actuel Hôtel-de-Ville,. Ces moines venaient de l'abbaye de Dèvres (ou Deuvre) fondée en 843 à Saint-Georges-sur-la-Prée, saccagée par les Vikings. Ils transfèrent dans l'église de l'abbaye de Vierzon les reliques de sainte Perpétue, auparavant gardées à Dèvres. Ces reliques sont, à nouveau, transférées dans l'église Notre-Dame de Vierzon en 1791, où elles sont toujours conservées.
Au Xe siècle, est édifiée une motte castrale possession des seigneurs de Vierzon et la ville se développe à l'intérieur de remparts, à l'ouest du château.
Humbold le Tortu, vivant autour de 980, est le premier seigneur connu de Vierzon, il serait le maître d'ouvrage de la forteresse de Vierzon constituée de la motte et de sa tour, et d'une enceinte. Cette forteresse, plusieurs fois modifiée et agrandie par la suite, restera dans la Maison de Vierzon plusieurs siècles, et deviendra le château de La Ferté-Imbault.
En 1196, les troupes de Richard Cœur de Lion s'emparent de Vierzon et la pillent.
En août 1356, lors de la Chevauchée du Prince noir, la ville est prise par les troupes du captal de Buch, Jean de Grailly. Elle est incendiée ainsi que le château et l'abbaye.
En 1370, Bertrand du Guesclin en chasse les Anglais et redonne Vierzon à la couronne de France. La ville deviendra alors un des centres de ravitaillement des armées de Jeanne d'Arc.

#### Les Templiers et les Hospitaliers
Les Templiers possédaient une commanderie à Vierzon qui devient un membre hospitalier lors de la dévolution des biens de l'ordre du Temple.

### Époque moderne
Vierzon reste catholique pendant les guerres de Religion.
En 1632, Vierzon est extrêmement touché par la peste. Les habitants ont recours à sainte Perpétue, leur singulière protectrice, et portent sa châsse en une procession générale, avec vœu que si Dieu les délivrait de ce fléau, ils feraient enchâsser le chef de la sainte dans un reliquaire d'argent. La peste cessa immédiatement. Perpétue est la sainte patronne de Vierzon.

### Révolution française
La Révolution française de 1789 n'apporte pas de grandes secousses.
Jusqu'en 1791, il n'existe qu'une seule paroisse, Notre-Dame de Vierzon. Elle est divisée en deux communes distinctes par le district de Vierzon dès 1791. Vierzon-Ville qui occupe le centre de la ville actuelle sur la rive droite du Cher et Vierzon-Villages (au pluriel) entourant la précédente de tous côtés. Du 16 décembre 1792 au 20 janvier 1794, ces paroisses deviennent deux communes. Elles fusionnent du 21 janvier 1794 au 21 mars 1796 sous le nom de Vierzon avant d'être à nouveau scindées du 22 mars 1796 au 31 décembre 1887.

### Époque contemporaine

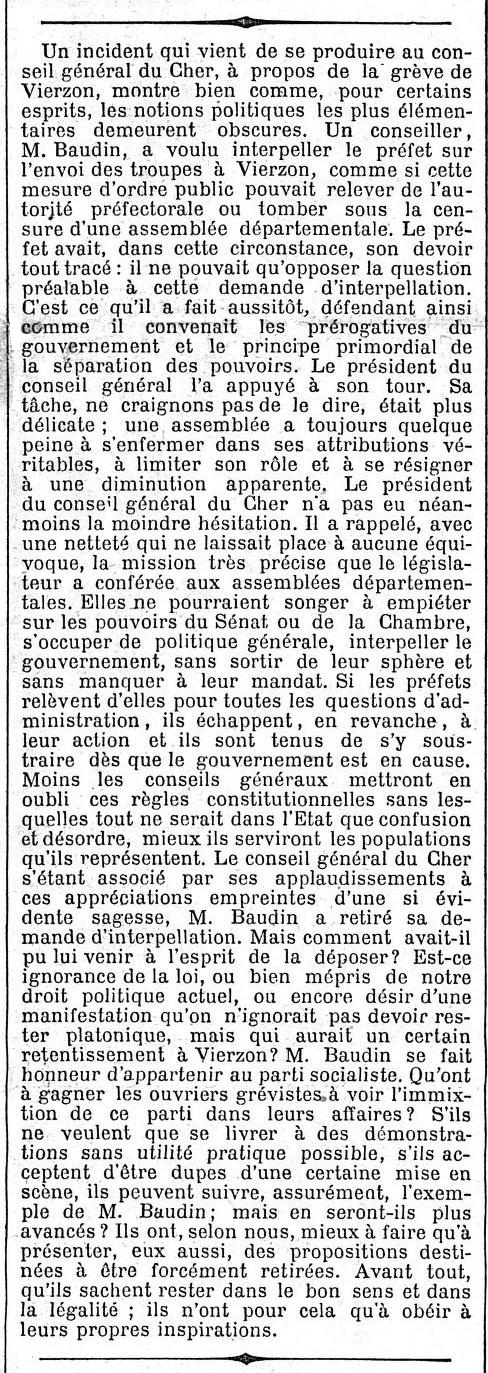
Article du Temps concernant la répression de la grève de 1886.

En 1886, les ouvriers métallos conduisent une grande grève durant une durée exceptionnellement longue de 257 jours. En 1887, la partie sud de Vierzon-Villages (la partie située sur la rive gauche du Cher) prend son autonomie et devient Vierzon-Bourgneuf.
Du 1er janvier 1907 jusqu'au 31 décembre 1936, Vierzon-Villages perd sa partie Est qui devient Vierzon-Forges,.
Le 8 avril 1937, les quatre communes fusionnent redonnant son unité à la ville même si les faubourgs conservent leur nom d'usage,.

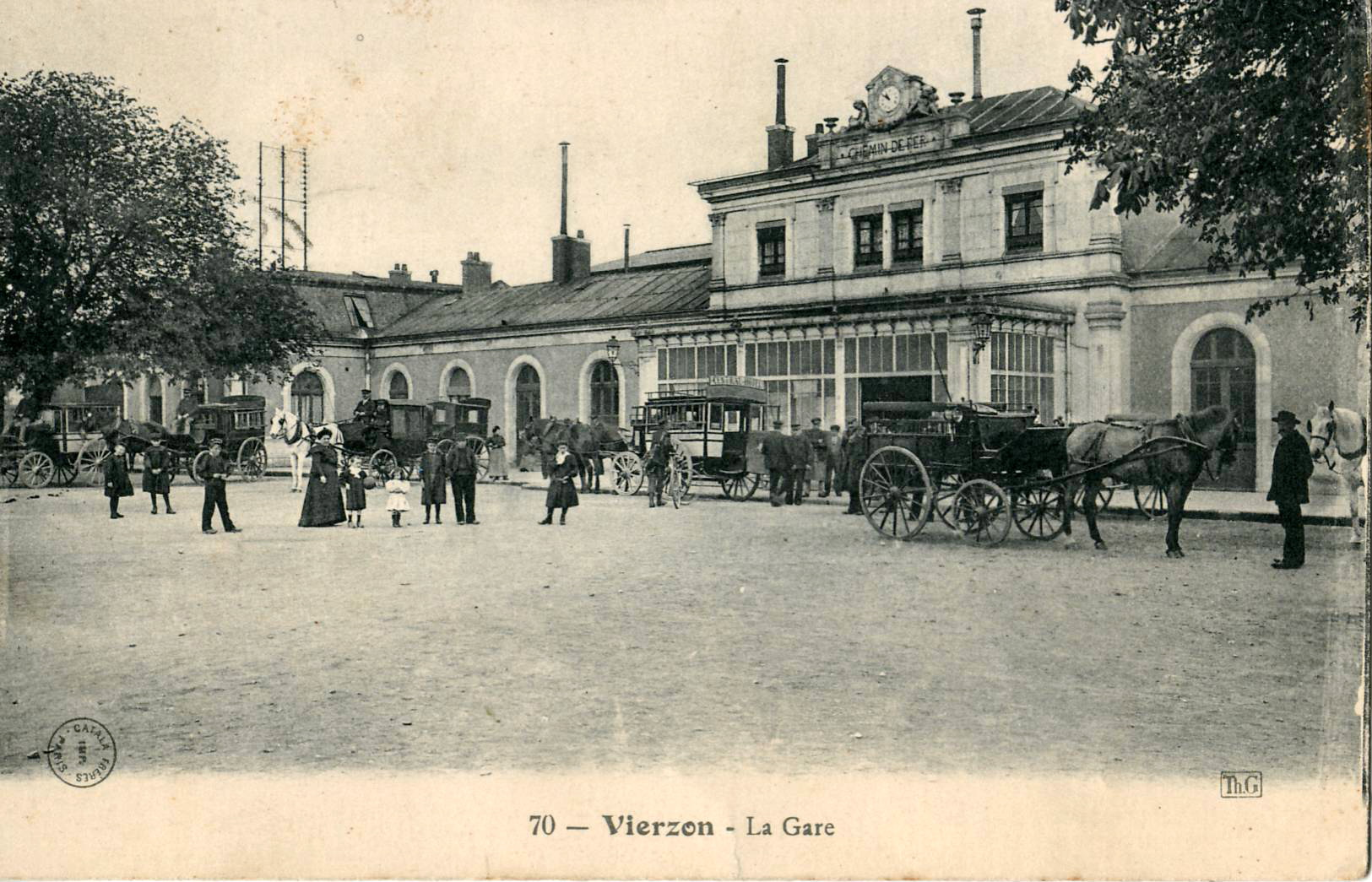
La gare de Vierzon, vers 1917.
La ville est desservie par le chemin de fer dès 1847.

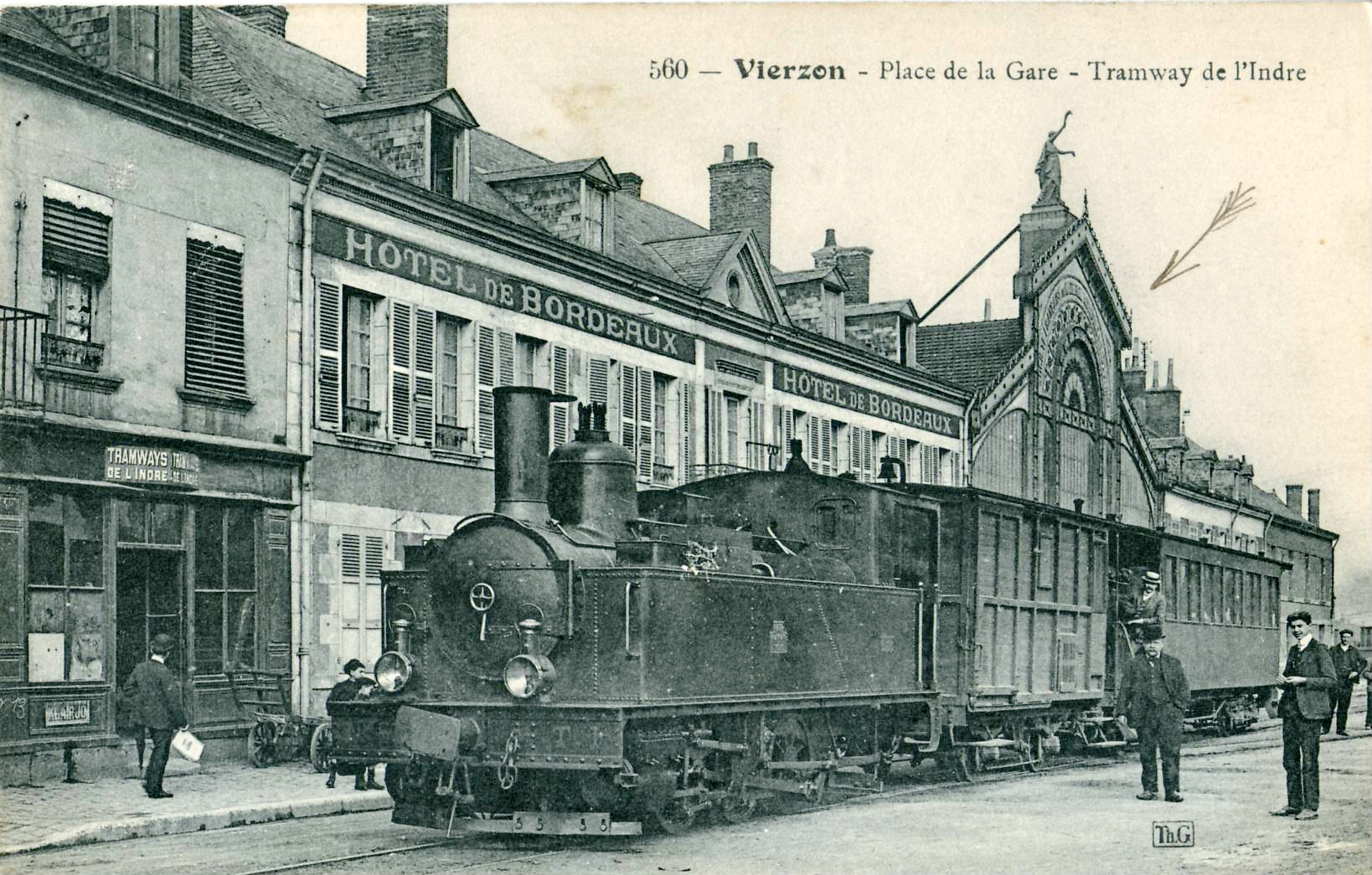
Vierzon fut desservie par des chemins de fer secondaires, tels cette rame des Tramways de l'Indre, qui circulait de 1904 à 1939.

Vierzon paye largement son tribut aux guerres mondiales. Lors de la Guerre franco-allemande de 1870, en décembre 1870, l'avant-garde des uhlans traverse la ville mais se replie rapidement.

### Seconde Guerre mondiale
Si Vierzon est épargnée par la Première Guerre mondiale, elle est durement éprouvée par la Seconde Guerre mondiale et notamment par les bombardements alliés.
La Ligne de démarcation coupe la ville en deux, le sud étant en zone libre et les quartiers nord en zone occupée. Cette ligne passe au fond du jardin du docteur Cliquet, qui organise une plaque tournante au profit des clandestins et des alliés. Nœud ferroviaire, la ville est bombardée onze fois entre juin et août 1944.
Dans la nuit du 1er juillet 1944, cinquante bombardiers Avro Lancaster larguent leurs bombes sur la gare de triage, faisant cinquante-deux victimes parmi les habitants. Quatorze avions sont abattus par les chasseurs de la Nachtjagdgeschwader, escadrille de chasse de nuit au sein de la Luftwaffe.
Le bilan humain s’élève au total à cinquante-quatre morts, une centaine de blessés et la destruction de deux cent cinquante maisons.

### Histoire économique
À partir de 926, le transfert à Vierzon des reliques de la célèbre martyre africaine sainte Perpétue en fait un lieu de pèlerinage.
Jusqu'en 1779, Vierzon vivait du commerce et de l'artisanat, puis vint le temps de l'industrialisation.
Le travail du fer marque le début de l’industrialisation de Vierzon. En 1779, le comte d'Artois, qui devient plus tard Charles X, crée en bordure de l’Yèvre une forge avec fonderie et hauts fourneaux. Elle bénéficie du savoir-faire sidérurgique ancien du Berry et du minerai acheminé par le Cher et le canal de Berry (1830).

#### Les arts du feu et la céramique
La présence d’argile réfractaire favorise la naissance d’une activité porcelainière à partir de 1816. Elle emploiera plus de 1 500 personnes à la fin du XIXe siècle. Cette activité va décroître après la Seconde Guerre mondiale, le dernier atelier fermant en 1997.
La tradition des arts du feu se perpétue avec la création de deux verreries en 1860 et 1874 Godfroy et Thouvenin), qui existeront jusqu'en 1957. À partir de 1909, René Denert y crée un atelier de céramique. Cette entreprise, après l'arrivée de René Louis Balichon, deviendra en 1921 la société Denert et Balichon qui produira des vases et objets décoratifs ou publicitaires en grès commercialisés sous la marque "Denbac". Après la mort de son créateur en 1937, l'activité périclite. L'entreprise est mise en sommeil pendant la Seconde Guerre mondiale, redémarre difficilement à la Libération sous une forme plus industrielle et cesse définitivement sa production en 1952.
En 1927, M. Berlot et son gendre M. Mussier fondent la faïencerie Berlot-Mussier. Jusqu'à la guerre, elle eut une production importante de vases, animaux en craquelé et horloges de cheminée, de style Art déco, sous la marque Odyv. La production reprit après la guerre, mais déclina dans les années soixante jusqu'à la fermeture en 1975,. Une troisième faïencerie, Louis Gueule, moins connue et probablement plus petite, a produit notamment des vases et des horloges de cheminée, de style Art déco, durant l'entre-deux-guerres et quelques années après la guerre,,. Au total, plus d'une vingtaine d'entreprises de porcelaine ont vu le jour à Vierzon.

#### Le machinisme agricole et de travaux publics

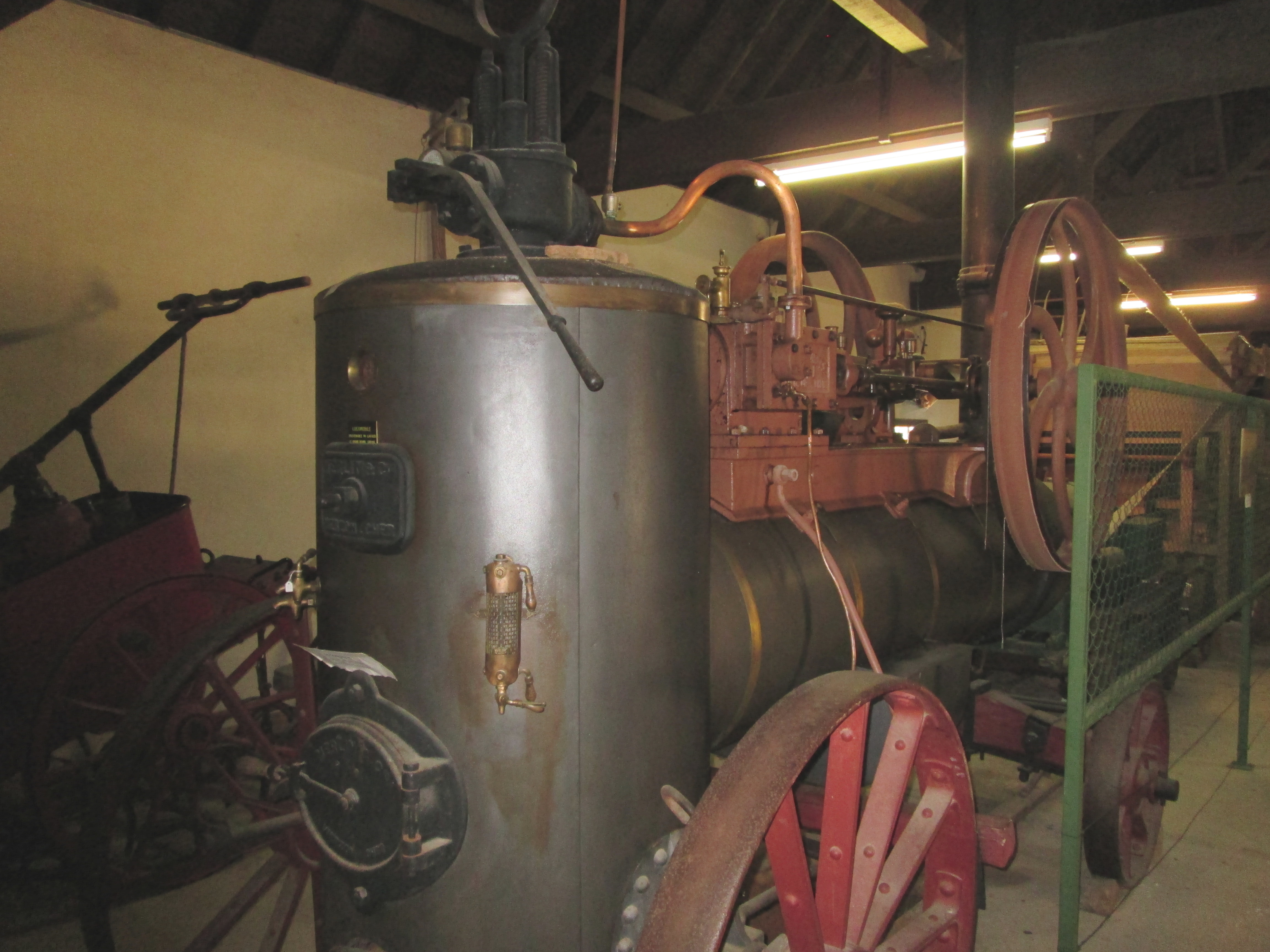
Locomobile de 1927 composée de pièces SFMAI et Merlin.

C’est en 1847 que Célestin Gérard arrive à Vierzon en provenance de ses Vosges natales. Son petit atelier en face de la gare deviendra la « Société française de matériel agricole et industriel » (SFMAI) après le rachat par Lucien Arbel, car la descendance de Célestin Gérard ne souhaitait pas reprendre l'affaire. Une synergie se met en place ; la réputation de la « Française » attire les capitaines d’industrie.
L'industrialisation amène des conflits sociaux dans la ville. En 1886, une grande grève à Vierzon connait un retentissement sur le plan national. On en parle même en Savoie, où Le Patriote Savoisien du 22 août 1886 reproduit un article du quotidien parisien Le Temps, paru en première page le 20 août qui précède.
En 1887, cette grève aura un écho dans la célèbre chanson satirique Le Grand métingue du Métropolitain. Une œuvre de Maurice Mac-Nab, chansonnier vierzonnais devenu une grande figure de Montmartre :
« Les citoyens, dans un élan sublime,
Étaient venus, guidés par la raison.
À la porte, on donnait vingt-cinq centimes
Pour soutenir les grèves de Vierzon. »
Au début du XXe siècle, la capitale du machinisme agricole compte plusieurs firmes de batteuses et de locomobiles dont Brouhot, Merlin, la Vierzonnaise et la Française. Ces machines se vendent partout dans le monde.
En 1958, la société américaine Case rachète la SFMAI et la production de matériels de travaux publics remplace progressivement celle du matériel agricole.
Dans les années 1990, Vierzon subit la forte hausse de chômage qui règne en France. De nombreuses usines délocalisent, comme Fulmen (fabrication de batteries), les fabriques de porcelaines ou l'industrie du textile. D'autres comme Case changent de site. La ville a alors un des taux de chômage les plus élevés de France. S'engage alors une longue période de reconversion basée sur la position géographique.

## Politique et administration

### Rattachements administratifs et électoraux
La commune se trouve dans le département du Cher et, depuis 1984, est le chef-lieu de l'arrondissement de Vierzon. Pour l'élection des députés, elle fait partie depuis 1988 de la deuxième circonscription du Cher.
Elle était de 1793 à 1973 le chef-lieu du canton de Vierzon, année où celui-ci est scindé entre les cantons de Vierzon-1 et de Vierzon-2. Dans le cadre du redécoupage cantonal de 2014 en France, la composition de ces cantons, dont Vierzon est désormais le bureau centralisateur, est modifiée.

### Intercommunalité
La ville était le siège de la communauté de communes Vierzon Pays des Cinq rivières, créée fin 2002.
Celle-ci avait fusionné avec la communauté de communes des Vallées vertes du Cher Ouest pour former le 1er janvier 2013 la communauté de communes Vierzon Sologne Berry, créée en 2013, dont Vierzon demeure le siège.
Le 1er janvier 2020, celle-ci a fusionné avec la communauté de communes les Villages de la Forêt pour former la Communauté de communes Vierzon-Sologne-Berry et Villages de la Forêt, dont Vierzon demeure le siège.

### Tendances politiques et résultats
Lors de la fusion des quatre communes en 1937, un maire communiste, Georges Rousseau, est élu. En octobre 1939, au début de la guerre, la municipalité communiste (comme toutes celles de France) est suspendue et remplacée par une délégation spéciale. Cette décision du gouvernement est motivée par le fait que le Parti communiste français refuse la guerre par fidélité à l’URSS de Staline qui a signé le pacte germano-soviétique de non-agression avec l’Allemagne nazie. En 1941, le gouvernement de Vichy nomme un conseil municipal composé de personnalités fidèles au régime.
À la Libération, un nouveau conseil municipal est nommé, il reprend un bon nombre des élus de 1937 en y ajoutant des résistants. Les élections municipales de 1945 donnent la majorité à une liste d'union de la gauche (PCF-SFIO) à forte domination communiste.
En 1947, dans le contexte de la guerre froide, c'est la rupture entre socialistes et communistes ; les conseillers municipaux socialistes s'allient à ceux du Mouvement républicain populaire (MRP, démocrate-chrétien) et à ceux du Rassemblement du peuple français (RPF, droite gaulliste), le socialiste Maurice Caron devient maire.
En 1959, la liste communiste est élue avec à sa tête le docteur Léo Mérigot (1902-1982) qui sera réélu en 1965 et 1971. En 1977, son premier adjoint Fernand Micouraud (1924-2012) lui succède, il est réélu en 1983 et 1989. Dès 1959, la majorité municipale comprend des socialistes, leur place devient plus importante dans les années 1980, notamment avec Jean Rousseau (né en 1943) qui est député socialiste de 1981 à 1986.
En 1990, Fernand Micouraud démissionne en cours de mandat, les élus socialistes emmenés par Jean Rousseau s'allient avec l'opposition de centre-droit et créent la surprise en mettant les communistes en minorité. Les élus socialistes sont exclus du PS par les instances nationales. L'élection municipale qui suit donne la majorité aux ex-socialistes alliés au centre-droit, Jean Rousseau devient maire. Il est un temps membre de Génération écologie, le parti créé par Brice Lalonde ; puis se rapproche de plus en plus de la majorité présidentielle de Jacques Chirac notamment au niveau départemental, lorsque conseiller général il siège au sein de la majorité RPR-UDF-DVD.
Lors du premier tour des élections municipales de 2008, la liste de l'Union de la gauche conduite par Nicolas Sansu, conseiller général communiste du canton de Vierzon-1 et vice-président du conseil général du Cher, est élue dès le 1er tour avec plus de 57 % des voix, laissant Jean Rousseau soutenu par l'UMP à moins de 32 % et une liste de droite dissidente à 11 %.
Au second tour des élections municipales de 2014 dans le Cher, la liste  FG-PS-EELV menée par le maire sortant  Nicolas Sansu obtient la majorité des suffrages exprimés, avec 4 723 voix (42,78 %, 25 conseillers municipaux élus dont 14 communautaires), devançant les listes menées respectivement par :

- Nadia Essayan (DVD, 4 303 voix, 38,97 %, 7 conseillers municipaux élus dont 4 communautaires) ; 

- Bruno Bourdin (FN, 2 015 voix, 18,25 %, 3 conseillers municipaux élus dont 2 communautaires).

Lors de ce scrutin, 40,29 % des électeurs se sont abstenus.
Au premier tour des élections municipales de 2020 dans le Cher, la liste  	PCF-PS-EÉLV-LFI-GJ menée par le maire sortant  Nicolas Sansu obtient la majorité absolue des suffrages exprimés, avec 3 591 voix (50,18 %, 27 conseillers municipaux élus dont 19 communautaires), battant largement les listes menées respectivement par, : 
- Christophe Doré (SE, 2 795 voix, 39,05 %, 7 conseillers municipaux élus dont	5 communautaires) ;
- Mary-Claude Grison (DVC soutenue par le MoDem, 470 voix, 6,56 %, 1 conseiller municipal élu) ;
- Régis Robin 	(LO,	300 voix, 4,19 %, pas d'élu).

Lors de ce scrutin marqué par la pandémie de Covid-19 en France, 58,88 % des électeurs se sont abstenus.

#### Récapitulatif de résultats électoraux récents
| Scrutin             | 1er tour | 1er tour | 1er tour | 1er tour | 1er tour | 1er tour | 1er tour | 1er tour | 1er tour | 1er tour | 1er tour | 1er tour | 2d tour        | 2d tour        | 2d tour        | 2d tour             | 2d tour             | 2d tour             | 2d tour             | 2d tour             | 2d tour             | 2d tour             | 2d tour             | 2d tour             |
| Scrutin             | 1er      | 1er      | %        | 2e       | 2e       | %        | 3e       | 3e       | %        | 4e       | 4e       | %        | 1er            | 1er            | %              | 2e                  | 2e                  | %                   | 3e                  | 3e                  | %                   | 4e                  | 4e                  | %                   |
| ------------------- | -------- | -------- | -------- | -------- | -------- | -------- | -------- | -------- | -------- | -------- | -------- | -------- | -------------- | -------------- | -------------- | ------------------- | ------------------- | ------------------- | ------------------- | ------------------- | ------------------- | ------------------- | ------------------- | ------------------- |
| Présidentielle 2012 |          | PS       | 28,33    |          | PG       | 24,05    |          | FN       | 18,06    |          | UMP      | 17,81    |                | PS             | 64,92          |                     | UMP                 | 35,08               | Pas de 3e et 4e     | Pas de 3e et 4e     | Pas de 3e et 4e     | Pas de 3e et 4e     | Pas de 3e et 4e     | Pas de 3e et 4e     |
| Législatives 2012   |          | PCF      | 42,20    |          | PS       | 22,12    |          | FN       | 15,11    |          | UMP      | 14,16    |                | PCF            | 100,00         | Pas de 2e, 3e et 4e | Pas de 2e, 3e et 4e | Pas de 2e, 3e et 4e | Pas de 2e, 3e et 4e | Pas de 2e, 3e et 4e | Pas de 2e, 3e et 4e | Pas de 2e, 3e et 4e | Pas de 2e, 3e et 4e | Pas de 2e, 3e et 4e |
| Municipales 2014    |          | UG       | 38,83    |          | DVD      | 27,42    |          | FN       | 20,50    |          | DVD      | 8,63     |                | UG             | 42,78          |                     | DVD                 | 38,97               |                     | FN                  | 18,25               | Pas de 4e           | Pas de 4e           | Pas de 4e           |
| Européennes 2014    |          | FN       | 25,68    |          | FG       | 24,56    |          | UMP      | 13,57    |          | PS       | 11,15    | Tour unique    | Tour unique    | Tour unique    | Tour unique         | Tour unique         | Tour unique         | Tour unique         | Tour unique         | Tour unique         | Tour unique         | Tour unique         | Tour unique         |
| Régionales 2015     |          | PCF      | 31,18    |          | UDI      | 30,48    |          | FN       | 13,94    |          | PS       | 13,91    |                | PS             | 46,48          |                     | FN                  | 32,09               |                     | UDI                 | 21,43               | Pas de 4e           | Pas de 4e           | Pas de 4e           |
| Présidentielle 2017 |          | LFI      | 27,89    |          | FN       | 25,17    |          | EM       | 19,74    |          | LR       | 12,94    |                | EM             | 60,92          |                     | FN                  | 39,08               | Pas de 3e et 4e     | Pas de 3e et 4e     | Pas de 3e et 4e     | Pas de 3e et 4e     | Pas de 3e et 4e     | Pas de 3e et 4e     |
| Législatives 2017   |          | PCF      | 35,00    |          | MoDem    | 29,87    |          | FN       | 16,97    |          | LR       | 7,36     |                | PCF            | 52,85          |                     | MoDem               | 47,15               | Pas de 3e et 4e     | Pas de 3e et 4e     | Pas de 3e et 4e     | Pas de 3e et 4e     | Pas de 3e et 4e     | Pas de 3e et 4e     |
| Européennes 2019    |          | RN       | 28,20    |          | LREM     | 16,66    |          | PCF      | 12,15    |          | EÉLV     | 9,48     | Tour unique    | Tour unique    | Tour unique    | Tour unique         | Tour unique         | Tour unique         | Tour unique         | Tour unique         | Tour unique         | Tour unique         | Tour unique         | Tour unique         |
| Municipales 2020    |          | UG       | 50,18    |          | SE       | 39,05    |          | DVC      | 6,56     |          | LO       | 4,19     | Pas de 2d tour | Pas de 2d tour | Pas de 2d tour | Pas de 2d tour      | Pas de 2d tour      | Pas de 2d tour      | Pas de 2d tour      | Pas de 2d tour      | Pas de 2d tour      | Pas de 2d tour      | Pas de 2d tour      | Pas de 2d tour      |
| Régionales 2021     |          | PS       | 41,15    |          | RN       | 23,35    |          | MoDem    | 10,93    |          | EÉLV     | 9,19     |                | PS             | 54,27          |                     | RN                  | 26,19               |                     | MoDem               | 10,67               |                     | LR                  | 8,87                |
| Présidentielle 2022 |          | RN       | 26,72    |          | LFI      | 23,20    |          | LREM     | 23,02    |          | PCF      | 7,63     |                | LREM           | 51,99          |                     | RN                  | 48,01               | Pas de 3e et 4e     | Pas de 3e et 4e     | Pas de 3e et 4e     | Pas de 3e et 4e     | Pas de 3e et 4e     | Pas de 3e et 4e     |
| Législatives 2022   |          | PCF      | 42,41    |          | RN       | 20,69    |          | MoDem    | 20,50    |          | LR       | 7,75     |                | PCF            | 61,59          |                     | RN                  | 38,41               | Pas de 3e et 4e     | Pas de 3e et 4e     | Pas de 3e et 4e     | Pas de 3e et 4e     | Pas de 3e et 4e     | Pas de 3e et 4e     |

### Liste des maires
| Période        | Période        | Identité           | Étiquette                      | Qualité |
| -------------- | -------------- | ------------------ | ------------------------------ | --- |
| 1944           | 1947           | Georges Rousseau   | PCF                            | Artisan chaudronnier |
| 1947           | mars 1959      | Maurice Caron      | SFIO, s'allie au MRP et au RPF | Directeur d'entreprise de porcelaine |
| mars 1959      | mars 1977      | Léo Mérigot,       | PCF                            | Chirurgien |
| mars 1977      | mai 1990       | Fernand Micouraud, | PCF                            | Dessinateur industriel Conseiller général de Vierzon-1 (1985 → 1992) |
| mai 1990       | mars 2008      | Jean Rousseau      | PS puis GÉ puis SE,            | Instituteur Député du Cher (1981 → 1986) |
| mars 2008,     | 3 juillet 2022 | Nicolas Sansu,     | PCF                            | Attaché parlementaire Conseiller général de Vierzon-1 (2004 → 2012) Député du Cher (2de circ.) (2012 → 2017 et 2022 → ) Vice-président de la CC Vierzon-Sologne-Berry et Villages de la Forêt (2020 →) Démissionnaire à la suite de son élection comme député |
| 3 juillet 2022 | En cours       | Corinne Ollivier,  | PCF                            | Retraitée de la SNCF |

### Distinctions et labels
- Ville fleurie : deux fleurs attribuées par le Conseil national des Villes et Villages fleuris de France au Concours des villes et villages fleuris[80][Quand ?]

### Jumelages
1. Barcelos (Portugal)
2. Bitterfeld-Wolfen (Allemagne) depuis 1959
3. Rendsburg (Allemagne) depuis 1955
4. Develi (Turquie)
5. Dongxihu (Chine)
6. El Jadida (Maroc)
7. Hereford (Royaume-Uni)
8. Kahale (Liban)
9. Kamienna Góra (Pologne)
10. Miranda de Ebro (Espagne)
11. Sig (Algérie)
12. Ronvaux (France)
13. Wittelsheim (France)

## Population et société

### Démographie
L'évolution du nombre d'habitants est connue à travers les recensements de la population effectués dans la commune depuis 1793. Pour les communes de plus de 10 000 habitants les recensements ont lieu chaque année à la suite d'une enquête par sondage auprès d'un échantillon d'adresses représentant 8 % de leurs logements, contrairement aux autres communes qui ont un recensement réel tous les cinq ans,.

En 2022, la commune comptait 25 254 habitants, en évolution de −4,21 % par rapport à 2016 (Cher : −2,48 %, France hors Mayotte : +2,11 %).
| 1793  | 1800  | 1806  | 1821  | 1831  | 1836  | 1841  | 1846  | 1851  |
| ----- | ----- | ----- | ----- | ----- | ----- | ----- | ----- | ----- |
| 4 193 | 3 984 | 3 887 | 4 159 | 4 706 | 4 980 | 5 679 | 6 685 | 6 730 |

| 1856  | 1861  | 1866  | 1872  | 1876  | 1881  | 1886   | 1891   | 1896   |
| ----- | ----- | ----- | ----- | ----- | ----- | ------ | ------ | ------ |
| 6 836 | 7 740 | 8 224 | 8 296 | 8 995 | 9 969 | 10 514 | 10 559 | 11 392 |

| 1901   | 1906   | 1911   | 1921   | 1926   | 1931   | 1936   | 1946   | 1954   |
| ------ | ------ | ------ | ------ | ------ | ------ | ------ | ------ | ------ |
| 11 796 | 12 080 | 11 856 | 11 378 | 11 682 | 11 314 | 10 039 | 26 017 | 28 627 |

| 1962   | 1968   | 1975   | 1982   | 1990   | 1999   | 2006   | 2011   | 2016   |
| ------ | ------ | ------ | ------ | ------ | ------ | ------ | ------ | ------ |
| 31 549 | 33 775 | 35 699 | 34 209 | 32 235 | 29 719 | 28 147 | 26 743 | 26 365 |

| 2021   | 2022   | - | - | - | - | - | - | - |
| ------ | ------ | - | - | - | - | - | - | - |
| 25 348 | 25 254 | - | - | - | - | - | - | - |

### Enseignement
Les jeunes Vierzonnais peuvent suivre dans leur ville une scolarité complète de la maternelle au baccalauréat et pour certains jusqu'au BTS ou à la licence professionnelle.
Vierzon dispose de 9 écoles maternelles, 10 écoles élémentaires, 3 groupes scolaires (regroupant maternelle et élémentaire), 4 collèges, 4 lycées qui préparent au baccalauréat, à 8 filières de BTS et une licence.
La ville possède trois collèges publics : Édouard-Vaillant(Zone d'Éducation Prioritaire), Fernand-Léger et Albert-Camus.

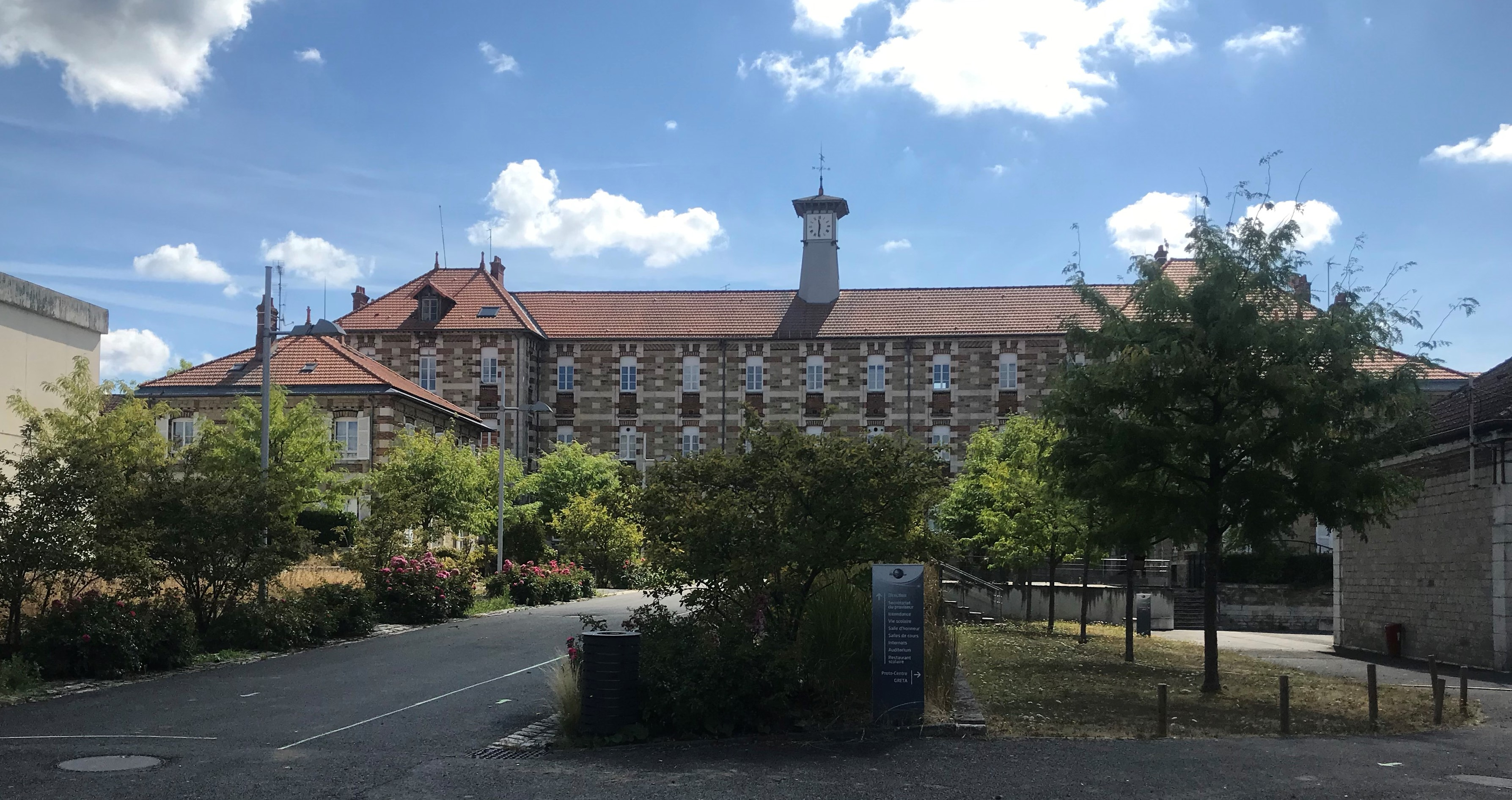
Lycée Henri-Brisson en 2020.

Les élèves peuvent ensuite poursuivre leur scolarité soit dans les lycées professionnels (lycée Édouard-Vaillant (anciennement René-Cassin), lycée Henri-Brisson abritant le seul BTS Céramique de France) ; soit dans les lycées
d'enseignement général et technologique (lycée Édouard-Vaillant et lycée Henri-Brisson). Au total, la ville possède trois lycées.[réf. nécessaire]
On note également une école primaire privée (Notre-Dame Saint-Joseph), un collège privé (Notre-Dame) et un lycée professionnel privé, le LPP Saint-Joseph, qui propose depuis peu une section « Esthétique » (CAP, BAC PRO, BTS). Pour ceux qui souhaitent poursuivre des études longues, le lycée Henri-Brisson propose une classe de licence IDF (Ingénierie des formes) sous la tutelle de l'université d'Orléans et de l'IUT de Bourges.
Vierzon compte huit écoles maternelles publiques :
- l’école Bourgneuf ;
- l’école Maurice-Caron ;
- l’école Colombier ;
- l’école Joliot-Curie ;
- l’école Parmentier ;
- l’école Puits-Berteau ;
- l’école Claude-Tetard ;
- l’école Jules-Valles.

Neuf écoles élémentaires :
- l’école Bourgneuf ;
- l’école Charot/Molière ;
- l’école Colombier ;
- l’école Fay B ;
- l’école Forges ;
- l’école Joliot-Curie ;
- l’école André-Luberne ;
- l’école Puits-Berteau (réseau d'éducation prioritaire) ;
- l’école Jean Turpin.

Trois groupes scolaires :
- l’école Bodin-Zay (réseau d'éducation prioritaire) ;
- l’école Chaillot-Prévert ;
- l’école Tunnel-Château (réseau d'éducation prioritaire).

### Culture
Vierzon possède plusieurs lieux de diffusion culturelle : le théâtre Mac-Nab, La Décale ainsi qu'une médiathèque, la Médiathèque de Vierzon :
On trouve également un cinéma et un bowling.

### Sports
La ville est équipée d'une piscine couverte, d'un dojo, d'une salle spécialisée de gymnastique, de nombreux gymnases et stades où l'on pratique un grand nombre de sports.
En juin 2015, les deux principaux clubs de football de la ville ont fusionné donnant naissance au Vierzon football club qui est devenu le deuxième club de la région Centre en termes de licenciés. Le club de rugby de la ville, les SAV, se remarque également par sa présence en fédérale 3 et en fédérale pour leur équipe féminine cadette. Les prédateurs de Vierzon roller-hockey évolue en nationale 1 depuis 2014 et leur équipe minime fut médaille de bronze aux championnats de France en 2009. En gymnastique, le club de La Vierzonnaise a évolué chez les masculins en 2013 et 2015 en Nationale 1 et fut vice-championne de France 2014 en Nationale 2. Niveau basketball, les filles l'Union Sportive Vierzonnaise ont évolué durant les saisons 1978 à 1982, puis de 1983 à 1985, en Nationale 2. Plus récemment, les filles du CAJO ont évolué en Nationale 3, durant la saison 2004.
Cependant, le résultat le plus important est à mettre au crédit de Serge Bec, triple médaillé d'or paralympique en escrime à Tokyo en 1964.
Le céiste Jacky Avril médaillé olympique (Bronze slalom C1 en 1992) est né à Vierzon. La gymnaste Mira Boumejmajen elle fut titulaire en équipe de France féminine aux Jeux olympiques de Londres en 2012.
William Bonnet, coureur cycliste professionnel entre 2005 et 2021, au sein de l'équipe Crédit Agricole, Bbox, et FDJ, s'est illustré notamment sur le Tour de France et lors de différentes classiques comme Milan-San Remo ou la classique de Hambourg, Marc Sarreau lui aussi coureur cycliste professionnel, mais aussi Sofiane Guitoune formé au club de rugby de Vierzon, sélectionné en équipe de France notamment pour la coupe du monde de rugby 2015.
Voici le nom des principaux clubs par sport :
- Gymnastique : La Vierzonnaise Gymnastique (fondée en 1884).
- Badminton : ASVB (Association sportive Vierzonnaise de Badminton).
- Football : Vierzon FC issu de la fusion de l'Églantine vierzonnaise (1938-2015) et du Vierzon Foot 18 (2001-2015), SL Chaillot Football.
- Rugby : SA Vierzon.
- Basket-ball : CAJO Vierzon (1937-14 janvier 2019), US Vierzon.
- Escrime : Cercle d'escrime vierzonnais.
- Handball : Églantine Vierzon.
- Natation : Vierzon Natation.
- Tennis : SA Vierzon.
- Tennis de table : Vierzon Ping.
- Athlétisme : Vierzon-Vignoux-Foëcy Athlé.
- Karaté : Vierzon Shotokan Karaté.
- Roller hockey : Prédateurs de Vierzon.
- Plongée : Berry Plongée.
- Judo : Judo Club de Vierzon,Judo Kodokan Club Du Berry,

### Manifestations culturelles et festivités
Chaque été, un festival de musique gratuit, Les Estivales du Canal, est organisé dans le jardin de l'Abbaye.
Foire de Vierzon, en septembre, au parc des expositions ;
Concours de dressage, en juillet, au centre équestre de la Picardière ;
Quinzaine du goût, en octobre ;
Cap’o monde (arts de rue) en juillet ;
Festival du film de demain, 1re édition en juin 2022, Ciné Lumière 
Manifestation matériel agricole, tous les 2 ans

### Médias
Presse écrite
- Le Berry républicain
- La Bouinotte
- Le Petit Solognot

Radios
- France Bleu Berry
- RCF en Berry
- Vibration
- Radio Tintouin

Télévision
- France 3 Centre-Val de Loire

## Économie
L'économie de Vierzon est principalement industrielle par son histoire. Cependant, plusieurs usines ont fermé par le passé – notamment dans le quartier des Forges. Aujourd'hui encore, on trouve de nombreuses usines de métallurgie, comme la fabrication de roulements à aiguilles ou de matériel oléohydraulique. On trouve aussi de l'industrie chimique comme la fabrication de charbon actif avec l'entreprise Jacobi Carbons. Du fait de sa position géographique, on trouve également un grand nombre de centres logistiques ou de transport. La société Combronde s'est notamment installée à Vierzon. Plusieurs entreprises industrielles d'envergure sont présentes à Vierzon : Paulstra (filiale d'Hutchinson), Koyo Bearings, Parker-Hannifin, Spérian, FCI, Apia...
Depuis 2010, le parc technologique de Sologne qui occupe une superficie de 87 hectares propose une pépinière d'entreprises, un hôtel d'entreprises, un pôle de recherche et des espaces viabilisés pour l'implantation de nouvelles entreprises. Ce parc est complété par un pôle d'activités touristiques comprenant un hôtel et plusieurs restaurants.
Au nord de la ville, une importante zone commerciale, l'Orée de Sologne, s'est également développée.
Par sa position, Vierzon est aussi un carrefour ferroviaire important entre l'axe Lyon-Nantes et l'axe Paris-Limoges-Toulouse, d'où l'importance de la surface ferroviaire et de sa gare comparées à la taille de la ville.
En 2012, Vierzon détenait toujours un fort taux de chômage (13,1 %), le secteur industriel reste le premier employeur de la ville.
L'entreprise Ledger est implantée à Vierzon,.

## Culture locale et patrimoine

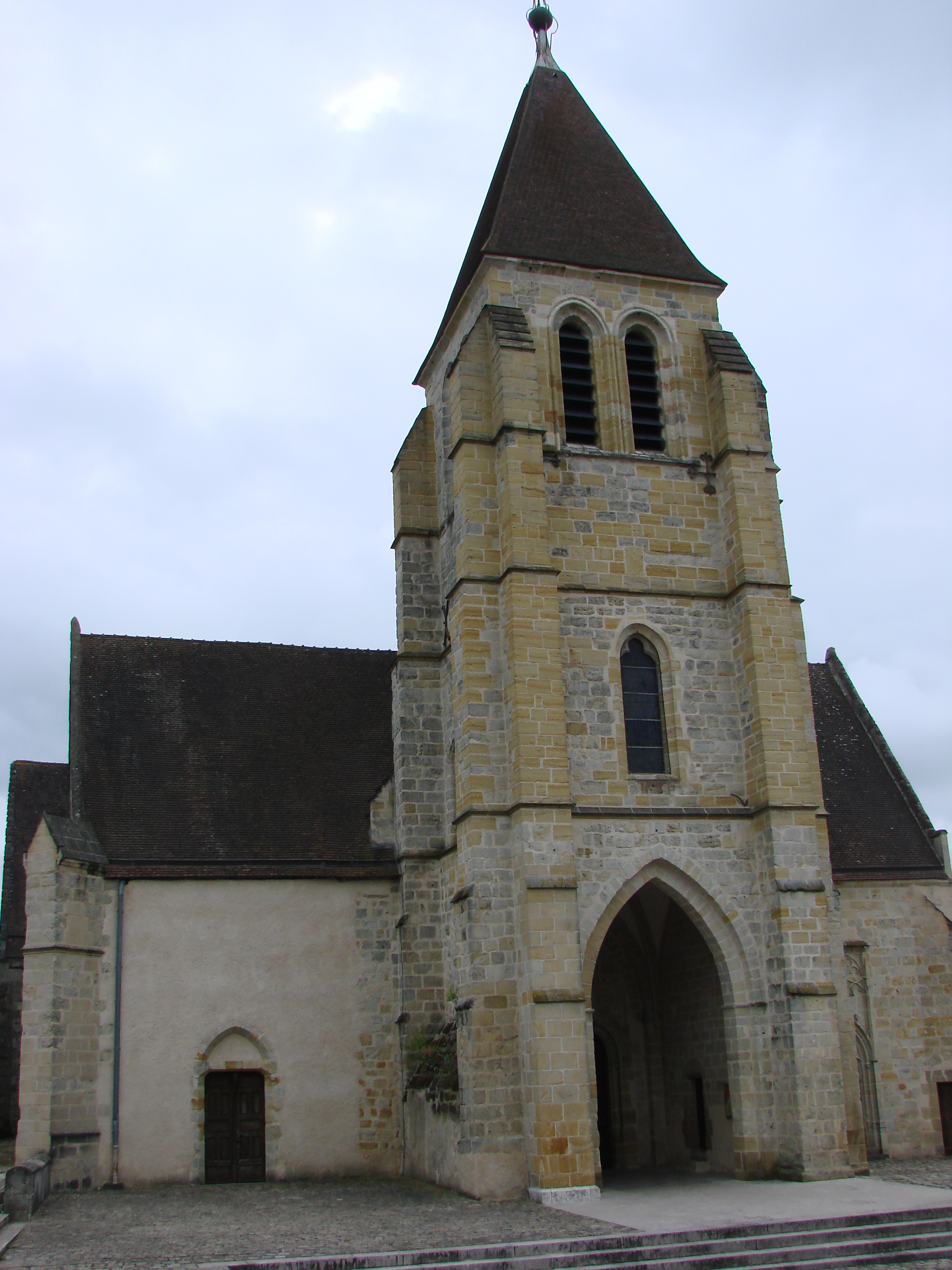
Notre-Dame de Vierzon.

### Lieux et monuments
- Beffroi du (XIIe siècle)
- Château de la Noue
- Château de Chaillot
- Château de Fay
- Pont de Toulouse
- Musée des Fours banaux (entrée gratuite)
- Les jardins de Vierzon, situés principalement en centre-ville (dont le jardin de la paix)[87]
- Square Lucien Beaufrère, également appelé Jardin de l'Abbaye (ancienne abbaye bénédictine de Saint-Pierre), et monument aux morts pacifiste Art déco de l'architecte angevin Eugène-Henry Karcher, classé au titre des monuments historiques, en bord de l'Yèvre et du canal de Berry.
- Halles de fonderie de la Société Française Vierzon, inscrites à l'Inventaire supplémentaire des monuments historiques, construites au début du XXe siècle par le constructeur métallique Ernest Pantz. Façades avec verrières métalliques et briques vernissées. Partie béton aménagée en Complexe cinéma et centre de congrès. Le clos et le couvert d'une partie du bâtiment B3 ont été réhabilités en 2021[88]
- Campus numérique qui comprend notamment l'école ALGOSUP et un incubateur de startups
- Esplanade de la Française
- Fours à globe
- Musée de Vierzon, collections municipales dans les domaines des arts du feu, de la confection, du matériel agricole et univers du chemin de fer
- Canal de Berry
- Bateau le Cher
- Usine de porcelaine Gaucher-Blin

### Édifices religieux
- Église Notre-Dame, place de l'Église Notre-Dame (XIIe - XVe siècle)
- Église Saint-Célestin, rue Jules Guesde du Bas de Grange
- Église Saint-Éloi, rue Jean Baptiste Clément au Puits Berteau (désaffectée)
- Église Saint-Jean-Baptiste, rue des Tramways de L'Indre à Bourgneuf
- Église Saint-Joseph, rue Etienne Dolet aux Forges
- Chapelle Saint-Lazare de l'ancienne léproserie, rue Charles Hurvoy (habitation).
- Chapelle du collège Notre-Dame, rue de la Monnaie
- Église protestante évangélique, rue Edgar Quinet
- Église évangélique de pentecôte, rue Étienne Marcel
- Église évangélique Vie et Lumière, rue André Guillemain
- Église protestante évangélique, rue des Ponts
- Salle du royaume, avenue du Maréchal De Lattre

### Personnalités liées à la commune
- Sainte Perpétue, martyrisée en 203 à Carthage, dont les reliques auraient été transférées à Vierzon en 903, et sont conservées aujourd'hui à Notre-Dame, sainte patronne de Vierzon ;
- Félix Pyat (1810-1889), député à l'Assemblée constituante de 1848, membre du Conseil de la Commune de Paris, y est né ;
- Les frères Okolowicz, membres de la Commune de Paris (1871) ;
- Célestin Gérard (1821-1885), pionnier du machinisme agricole, y est décédé ;
- Édouard Vaillant (1840-1915), homme politique, leader socialiste du XIXe siècle, y est né ;
- Maurice Mac-Nab (1856-1889), chansonnier y est né. Le théâtre de Vierzon porte aujourd'hui son nom ;
- Auguste Gaulin (1857-1922), inventeur de l'homogénéisateur, y est né ;
- Émile Péraudin (1865-1935), maire, conseiller général et député, y est né ;
- Claire Prélia (1879-1965), actrice, y est née ;
- Ernest Bourbon (1886-1954), acteur et réalisateur, y est né ;
- Charles Cliquet (1891-1956), médecin, résistant, compagnon de la Libération, y a vécu ;
- Michel de Brébisson (1905-1991), Général d'armée y est né ;
- Madeleine Sologne (1912-1995), actrice de théâtre et de cinéma, y est décédée ;
- Georges Meunier (1925-2015), cycliste professionnel y est né ;
- Patrick Raynal (1926-2010), humoriste et chansonnier, y est né ;
- Olivier Giscard d'Estaing (1927-2021), homme politique et frère de Valéry Giscard d'Estaing, y a possédé une propriété[89] et y est décédé[90] ;
- Yves Milet-Desfougères, graveur et peintre, y est né en 1934 ;
- Moa Khouas, acteur ;
- Serge Bec (1938-), escrimeur et pongiste handisport ;
- Jacky Avril (1964-), céiste, médaillé olympique ;
- Sofiane Guitoune (1989-), rugbyman ;
- William Bonnet, cycliste professionnel (FDJ) ;
- Marc Sarreau, cycliste professionnel (FDJ), y est né en 1993 ;
- Marc Bruimaud, écrivain et critique d'art, y est né en 1958 ;
- Josman, rappeur et producteur, y est né en 1992.
- Éric Larchevêque, fondateur de Ledger et de CoinHouse

### Héraldique
| Blason de Vierzon | Blason  | D'azur à la tour crénelée de quatre pièces d'argent, posée en bande, ouverte, ajourée et maçonnée de sable. Devise / CriAliunde pauca requirens (Demande guère à autrui). |
| Blason de Vierzon | Détails | Le statut officiel du blason reste à déterminer. |
| Blason de Vierzon | Alias   | D'azur à la tour crénelée de quatre pièces d'argent ouverte, ajourée et maçonnée de sable.                                                                                |

### Vierzon dans les arts
« Vierzon » est le titre d'une chanson de l'auteur-compositeur et interprète Yves Jamait sur son CD « Le Coquelicot » (2006) : « Qui aurait dit qu'un jour / Entre deux chansons / Je ferais un détour / Pour aller voir Vierzon ».
La chanteuse « Elizabeth » a composé et interprète - paroles de Rolland Hénault - « Les Filles de Vierzon » sur son CD « Balancez ! » (2000) : « Ah mais qu'est-c' qu'elles ont les filles de Vierzon ? ».
Vierzon est évoquée dans  Vesoul, chanson écrite, composée et interprétée par Jacques Brel (1968) : « T'as voulu voir Vierzon, et on a vu Vierzon […] T'as plus aimé Vierzon, on a quitté Vierzon »
Dans Le Grand Meaulnes (1913) Alain-Fournier évoque Vierzon. « — Avec la jument de Fromentin on aurait pu aller les chercher à Vierzon. Il y a une heure d’arrêt. C'est à quinze kilomètres. [...] — Excusez-moi, monsieur, c'est-il vous qui avez autorisé cet élève à demander la voiture pour aller à Vierzon chercher vos parents ? [...] À une heure et demie de l'après-midi, sur la route de Vierzon, par ce temps glacial, Meaulnes fit marcher la bête bon train car il savait n'être pas en avance ».